# Vera Zamagni
Vera Negri Zamagni (Ponzone, 23 settembre 1943) è una storica italiana.

## Biografia
Si laurea in filosofia nel 1966 presso l'università Cattolica di Milano e prosegue gli studi presso l'università di Oxford in Gran Bretagna specializzandosi in storia dell'economia nel 1976.
Ha insegnato nelle università di Trieste, Firenze, e Bologna. Inoltre, è visiting professor di storia economica europea presso la sede di Bologna della Johns Hopkins University. È fondatrice della European Review of Economic History per la quale è stata co-editor fino al 2001, una rivista di storia economica europea pubblicata da Cambridge University Press dal 1997. Ha collaborato con Il Sole - 24 Ore e ad altre riviste e giornali. È stata segretaria della Società Italiana degli Storici dell'Economia, membro del Comitato 10 del Consiglio Nazionale delle Ricerche e reggente della filiale di Bologna della Banca d'Italia. Fa parte del comitato scientifico dell'associazione ASSI per lo studio della storia d'impresa e del gruppo di lavoro per la Casa ed. Il Mulino di Bologna. È socio corrispondente della Deputazione di Storia patria per le Province di Romagna. È stata vicepresidente della Giunta regionale dell'Emilia-Romagna e assessore alla Cultura, Sport e Rapporti coi Cittadini dal maggio 2000 al dicembre 2002. 
Le sue pubblicazioni variano con più di 70 saggi, 10 volumi e 13 curatele di cui molti in inglese ed altri in spagnolo che riguardano il processo di sviluppo economico italiano dall'unificazione ad oggi con focus particolare sugli squilibri regionali, la distribuzione del reddito, gli standard di vita, la business history, l'intervento dello stato e lo sviluppo del movimento cooperativo.
Sposata con Stefano Zamagni, hanno due figlie e quattro nipoti.

## Opere principali
- Industrializzazione e squilibri regionali in Italia. Bilancio dell'età giolittiana, Il Mulino, Bologna, 1978.
- La distribuzione commerciale in Italia fra le due guerre, Franco Angeli, Milano, 1981.
- Dalla periferia al centro. La seconda rinascita economica dell'Italia, 1861-1981, Bologna, Il Mulino, 1990.
- Italy: how to lose the war and win the peace, in M. Harrison (a cura di), The Economics of World War II. Six great powers in international comparison, Cambridge University Press, 1998.
- Il debito pubblico italiano 1861-1946: ricostruzione di una serie storica, in Rivista di Storia Economica, 1998, 3.
- Dalla rivoluzione industriale all'integrazione europea, Bologna, Il Mulino, 1999.
- Povertà e innovazioni istituzionali dal Medioevo ad oggi, Bologna, Il Mulino, 2000.